# تارمو ویرکوس
تارمو ویرکوس (استونیایی: Tarmo Virkus؛ زادهٔ ۲۸ ژانویهٔ ۱۹۷۱) قایقران روئینگ اهل استونی بود. وی در بازی‌های المپیک تابستانی ۱۹۹۲ شرکت کرده است.